# Pokój 107
Pokój 107 – polski serial komediowy w reżyserii Mirosława Dembińskiego. Emitowany w TVP1 od 31 maja do 23 sierpnia 1997 w soboty o 16:00. Zdjęcia kręcono w Warszawie.
Fabuła przedstawia losy studentów, mieszkańców warszawskiego akademika.

## O serialu
Głównym bohaterem jest młody człowiek – Irek Zięba (w tej roli Jan Wieczorkowski). Pochodzi on z małej miejscowości Sokółka na Białostocczyźnie. Przyjeżdża do Warszawy,  rozpoczyna studia historyczne i trafia do Domu Studenckiego nr 3, zwanego „Matnią”, w którym rozgrywają się główne wątki serialu, dotyczące studenckiego środowiska.
Gdzieś zawierusza się skierowanie Irka do akademika, więc zostaje „przewaletowany” przez lokatorów pokoju 107. Nieustanne imprezy i piękne dziewczyny nie sprzyjają nauce.

## Obsada
W serialu wystąpili:
- Jan Wieczorkowski jako Irek Zięba
- Radosław Pazura jako Rysiek Jaworski
- Artur Krajewski jako Jacek
- Jacek Braciak jako Grzesiek
- Kinga Preis jako Zośka
- Małgorzata Kożuchowska jako Ela
- Magdalena Stużyńska jako Ula
- Anna Mamczur jako Anka Górczyńska
- Monika Bolly jako Kaśka
- Barry Abdullaje jako Ebuke, chłopak Kaśki
- Mikołaj Kondrat jako Kuba
- Piotr Wawrzyńczak jako „piroman” Pankracy
- Sylwia Nowiczewska-Elis jako Bożena
- Wiktoria Trzebniak jako Marzena, siostra Irka
- Dariusz Kordek jako Rafał, reżyser reklamówek
- Sławomir Orzechowski jako pan Henio, kierownik akademika
- Stanisława Celińska jako gospodyni pokoju oglądanego przez Irka
- Krystyna Rutkowska-Ulewicz jako portierka w akademiku
- Krystyna Feldman jako sprzątaczka Wanda
- Piotr Machalica jako docent Bochniak, wykładowca filozofii
- Wiesław Michnikowski jako profesor Brzeszczyk, wykładowca Irka
- Marek Kondrat jako dziekan
- Krzysztof Kowalewski jako Józef Zięba, tata Irka
- Anna Seniuk jako Helena Zięba, mama Irka
- Leszek Drogosz jako trener Marzeny
- Zbigniew Buczkowski jako meliniarz Kazik
- Włodzimierz Musiał jako meliniarz Leon
- Monika Świtaj jako kobieta w przychodni położniczej
- Maria Maj jako kobieta w przychodni położniczej
- Dorota Chotecka jako prowadząca biuro kwater
- Maciej Karpiński jako przedstawiciel wydawnictwa
- Krzysztof Bogdanowicz jako przedstawiciel wydawnictwa
- Jerzy Turek jako majster Stefan, stryj Irka
- Piotr Cyrwus jako robotnik Sasza

oraz: Konrad Komorowski, Maria Wejcman, Jacek Urbańczyk, Andrzej Środziński, Katarzyna Kowalska, Zdzisław Rychter (jako sprzedawca samochodu na giełdzie), Tomasz Preniasz (jako Murarz), Janusz Chlebowski, Natalia Matkowska, Agata Cholewińska, Arkadiusz Janiczek (jako Student na egzaminie u profesora Brzeszczyka), Maciej Praniuk, Rafał Rutkowski, Jerzy Gaweł, Mirosław Dembiński (jako Mężczyzna na ulicy), Marcin Jędrzejewski (jako policjant), Agnieszka Sitek (jako dziewczyna na dyskotece w klubie), Jacek Tarowski (jako Student wychodzący z sali egzaminacyjnej, rozmawiający z Irkiem)

## Lista odcinków
1. Walet
2. Marzena
3. Kaśka
4. Bestseller
5. Opiekunka do dziecka
6. Egzamin
7. Kufel
8. Szkoła uczuć
9. Utracjusz
10. Siła ssania
11. Wizyta
12. Nokaut
13. Cambridge